# Reichsstraße 104
Die Reichsstraße 104 (R 104) war bis 1945 eine Reichsstraße, die von Lübeck in östlicher Richtung über Schwerin (Land Mecklenburg) und Stettin (Provinz Pommern) bis an die damalige deutsch-polnische Grenze bei Schneidemühl (heute polnisch: Piła) führte. Ihre Gesamtlänge betrug 465 Kilometer.
Etwas mehr als die Hälfte der alten R 104 verläuft heute noch als Bundesstraße 104 zwischen Lübeck und der jetzigen deutsch-polnischen Grenze nahe Stettin. Bei Linken (D) und Lubieszyn (Neu Linken) (PL) besteht eine Grenzübergangsstelle, so dass die ehemalige R 104 sich nun in der polnischen Landesstraße Droga krajowa 10 (DK 10) fortsetzt. Die DK 10 führt die alte R 104 weiter auch bis nach Piła (Schneidemühl), endet hier jedoch nicht, sondern verläuft weiter in östliche Richtung bis nach Płońsk nahe Warschau.

## Straßenverlauf
/ (heute vereinigte Bundesstraßen 104 und 105)
Land Lübeck (ab 1937 Stadtkreis Lübeck) (heute: Bundesland Schleswig-Holstein):
- Lübeck

 (heute Bundesstraße 104)
Land Mecklenburg (heute: Bundesland Mecklenburg-Vorpommern):
Landkreis Schönberg (heute: Landkreis Nordwestmecklenburg)
- Selmsdorf (Anschluss: R 105, heute B 105)
- Schönberg (Mecklenburg) (heute Bundesautobahn 20, AS 5 Schönberg)
- Rehna

Kreis Schwerin
- Gadebusch (Anschluss R 208, heute B 208)
- Lützow (Mecklenburg)
- Schwerin (kreisfreie Stadt) (Anschluss: R 106, heute B 106)

(heute: Landkreis Ludwigslust-Parchim)
- Cambs (heute Bundesautobahn 241, AS 4 Schwerin-Land)

Kreis Wismar
- Brüel (Anschluss: R 192, heute B 192)

/ (heute vereinigte Bundesstraßen 104 und 192)
- Sternberg (Anschluss: R 192, heute B 192)

Kreis Güstrow (heute Landkreis Rostock)
- Prüzen (heute: Gülzow-Prüzen)
- Güstrow (Anschluss: R 103, heute B 103)
- Vietgest (heute Bundesautobahn 19 (Europastraße 55), AS 13 Güstrow)

Kreis Malchin
- Teterow (Anschluss: R 108, heute B 108)

(heute: Landkreis Mecklenburgische Seenplatte)
- Malchin
- Stavenhagen (Anschluss: R 194, heute B 194)
- Rosenow

Stadtkreis Neubrandenburg (heute Landkreis Mecklenburgische Seenplatte)
- Neubrandenburg (Anschluss: R 96, heute B 96)

Kreis Stargard in Mecklenburg (heute: Landkreis Mecklenburgische Seenplatte)
- Sponholz
- Cölpin
- Woldegk (Anschluss: R 198, heute B 198)
- Mildenitz

Provinz Brandenburg
Landkreis Prenzlau (heute Landkreis Vorpommern-Greifswald)
- Strasburg (Uckermark)
- Papendorf (Vorpommern) (heute Bundesautobahn 20, AS 35 Pasewalk Nord)

Provinz Pommern
Landkreis Ueckermünde
- Pasewalk (Anschluss: R 109, heute B 109)

Provinz Brandenburg
Landkreis Prenzlau
- Zerrenthin

Provinz Pommern
Landkreis Randow
- Löcknitz
- Bismark
- Linken (Anschluss R 113, heute B 113)

o heutige deutsch-polnische Grenze (Grenzübergangsstelle) o
 (heutige Droga krajowa 10)
(heute: Woiwodschaft Westpommern):
(heutiger Powiat Policki (Kreis Pölitz))
- Neu Linken (Lubieszyn)

(heutiger Powiat Grodzki Szczecin (Stadtkreis Stettin))
- Scheune (Szczecin-Gumieńce)

Stadtkreis Stettin
- Stettin (Szczecin) (Anschluss R 2, heutige DK 13 bzw. DK 6)

Landkreis Greifenhagen
- Buchholz/Hohenkrug (Szczecin-Płonia/Struga) (Anschluss: R 112, heute DK 3)

Stadtkreis Stargard (heutiger Powiat Stargardzki)
- Stargard in Pommern (Stargard)(Anschluss R 163, heute DW 106, und R 158, heute DK 20)

Landkreis Saatzig
- Zachan (Suchań)

Provinz Brandenburg:
Landkreis Arnswalde (heutiger Powiat Choszczeński)
- Reetz (Recz)

Provinz Pommern:
Landkreis Dramburg (heutiger Powiat Drawski)
- Kallies (Kalisz Pomorski) (Anschluss: R 164, heute DW 175)

Landkreis Deutsch Krone (heutiger Powiat Wałecki)
- Märkisch Friedland (Mirosławiec)
- Deutsch Krone (Wałcz) (Anschluss: R 1, heutige DK 22, und R 124, heutige DW 163)

(heutige Woiwodschaft Großpolen:)
Stadtkreis Schneidemühl (heutige Powiat Pilski)
- Schneidemühl (Piła) (Anschluss R 123, heute DK 11)